# Ronny Thielemann
Ronny Thielemann (* 15. November 1973 in Schlema) ist ein ehemaliger deutscher Fußballspieler und heutiger -trainer.

## Sportliche Laufbahn
Thielemann begann mit dem Fußballspielen beim FC Karl-Marx-Stadt, den er 1983 in Richtung Erzgebirge verließ. Nach insgesamt 16 Jahren im Nachwuchs sowie ab 1991/92 in der 1. Männermannschaft der BSG Wismut beziehungsweise des Nachfolgevereins FC Erzgebirge Aue, mit dem er zunächst in der drittklassigen NOFV-Amateur-Oberliga und der ab 1994/95 ebenfalls das 3. Level darstellenden Regionalliga Nordost kickte, wechselte der 1,74 Meter große Mittelfeldspieler im Sommer 1999 zum damaligen Erstligisten Hansa Rostock. Er blieb eine Saison bei den Hanseaten und absolvierte sieben Spiele.
Im Sommer 2000 folgte der Wechsel zum gerade in die 1. Bundesliga aufgestiegenen Energie Cottbus. In den folgenden drei Jahren lief er 32-mal für die Lausitzer auf, feierte zwei Klassenerhalte und stieg am Ende der Saison 2002/03 in die 2. Bundesliga ab. Nach nur einem Zweitligaspiel wechselte er im September 2003 zum FC Sachsen Leipzig in die Regionalliga Nord. Er absolvierte 22 Spiele und stieg mit der Mannschaft am Saisonende in die Oberliga Nordost (Staffel Süd) ab. Hier spielte er ein weiteres halbes Jahr und wechselte in der Winterpause 2004/05 ablösefrei zum Ligakonkurrenten FC Carl Zeiss Jena. Mit Jena erkämpfte er die Meisterschaft in der Oberliga Nordost und stieg somit in die Regionalliga auf. In der darauffolgenden Saison gelang ihm mit dem FC Carl Zeiss Jena sogar der Aufstieg in die 2. Bundesliga. Von 2007 bis 2010 wurde Thielemann als Führungsspieler in der 2. Mannschaft von Energie Cottbus eingesetzt, zudem war er Co-Trainer dieser Mannschaft.

## Trainerlaufbahn
Nach dem Ende seiner aktiven Karriere war Thielemann ein Jahr Trainer der A-Jugend des FC Erzgebirge Aue. Im Juli 2011 wurde er als Co-Trainer von Wolfgang Sandhowe beim Regionalligisten 1. FC Magdeburg vorgestellt. Er unterschrieb einen Zweijahresvertrag bis 2013. Nachdem Sandhowe aufgrund von Erfolglosigkeit von seinen Aufgaben freigestellt wurde, übernahm Thielemann Ende Oktober 2011 das Traineramt. Aber auch Thielemann konnte den Abwärtstrend nicht stoppen und wurde nach einer Reihe von Niederlagen erneut zum Assistenztrainer degradiert. Zunächst unterstützte er den sportlichen Leiter Detlef Ullrich, nach dessen Freistellung Carsten Müller. Ab dem 1. Juli 2012 war Thielemann zunächst eine Saison bei B-Jugend (U17), anschließend für eine Saison bei der A-Jugend Cheftrainer.
Zur Saison 2014/15 wurde Thielemann erneut Co-Trainer der ersten Männermannschaft. Er unterstützte Jens Härtel. Gemeinsam gelang ihnen in der Saison 2014/15 der Aufstieg in die 3. Liga und in der Saison 2017/18 der Aufstieg in die 2. Bundesliga. Da der Verein nach 13 Spieltagen der Saison 2018/19 mit neun Punkten auf dem 17. Tabellenplatz stand, wurden Härtel und Thielemann am 12. November 2018 beurlaubt.
Im März 2018 bestand Thielemann erfolgreich seinen Trainerlehrgang und erhielt die Fußballlehrer-Lizenz des DFB.
Zusammen mit Jens Härtel wechselte Ronny Thielemann im Januar 2019 zum Drittligisten Hansa Rostock und nahm wiederum die Funktion als Co-Trainer wahr. Mit dem FC Hansa erreichte er den sechsten Tabellenplatz und wurde Landespokalsieger. Auch in der Folgesaison gelang es Sechster in der 3. Liga zu werden und den Landespokal zu verteidigen. Die erfolgreiche und fruchtbare Zusammenarbeit zwischen den Ostseestädtern und Thielemann führte im März 2021 zu einer Vertragsverlängerung für die kommende Saison 2021/22. Zwei Monate nach dieser Vertragsverlängerung konnte die Saison 2020/21 am 22. Mai 2021 mit dem Aufstieg in die 2. Bundesliga gekrönt werden. In der Folgesaison gelang der Einzug ins Achtelfinale im nationalen Vereinspokal, in dem man gegen RB Leipzig nicht unerwartet ausschied und zur Winterpause Rang 14 in der Tabelle belegte. Beim Auswärtsspiel gegen Dynamo Dresden gelang am 21. Spieltag ein 4:1-Sieg, was den ersten Sieg der Kogge in Dresden seit Mai 1983 bedeutete. Zwischen dem 25. und dem 28. Spieltag siegte die Mannschaft in vier aufeinanderfolgenden Spielen und durchlebte damit die erfolgreichste Phase der Spielzeit 2021/22. Thielemann und Chef-Trainer Jens Härtel verlängerten Mitte April 2022 ihre Arbeitspapiere in Rostock um ein weiteres Jahr. Die Saison konnte mit 9 Punkten Vorsprung beendet werden und man platzierte sich letztlich als bester Aufsteiger auf Rang 13.
Nach dem 15. Spieltag der Saison 2022/23 trennten sich im November 2022 Verein, Chef-Trainer Härtel und Co-Trainer Thielemann. Zuvor verlor Hansa drei Heimpartien in Serie. Die Rostocker standen zu diesem Zeitpunkt auf dem 12. Platz und hatten zwei Punkte Vorsprung auf einen Abstiegsplatz.
Ende Februar 2023 wurde Thielemann Cheftrainer des Drittligisten FSV Zwickau. Die Mannschaft stand nach dem 23. Spieltag der Saison 2022/23 mit 20 Punkten auf dem vorletzten Platz und hatte einen Punkt Rückstand auf einen Nicht-Abstiegsplatz. Aus den letzten 15 Spielen holte man 15 Punkte und stieg damit auf dem vorletzten Platz in die Regionalliga Nordost ab. Anschließend beendeten der Verein und Thielemann die Zusammenarbeit. Seit Juni 2023 war Thielemann Co-Trainer von Jens Härtel bei Eintracht Braunschweig in der 2. Bundesliga. Am 23. Oktober 2023 wurde er gemeinsam mit Härtel freigestellt, nachdem in den ersten zehn Ligaspielen nur ein Sieg gelang und die Mannschaft auf dem letzten Tabellenplatz lag.